# Lactuca serriola
Lactuca serriola és una espècie de planta silvestre de la família Asteraceae i del gènere de l'enciam (Lactuca). És una planta anual o biennal que fa una lleu pudor que es pot considerar poc flairosa. És originària de gran part d'Europa (excepte el nord del continent) i també es troba abundant als Països Catalans (excepte Eivissa i Formentera)
Habita herbassars ruderals sobre sòl profund. Des del nivell del mar als 1.200 metres d'altitud.

## Noms comuns
Donat que és una planta molt freqüent als Països Catalans i coneguda des de temps immemorials, rep molts noms comuns, alguns dels quals coincideixen amb altres espècies vegetals: enciam bord, enciam boscà, enciam de bosc, enciam de la Mare de Déu, enciam de senyora, enciamets de la Mare de Déu, encisam bord, encisam de carxofera, encisamet, encisamet bord, endívia, lletosa, lletsó d'estiu, lletsó lleter, lletuga, lletuga borda, lletugueta, lletugueta borda, rascanovies, rascanúvies, rascanuvis, xicoira, xicoira de bosc, andívia, llitsó d'estiu, llitsó lleter, rascanòvia, xicloina, xicòria de bosc.

## Morfologia
Planta anual o biennal de 60 a 250 cm d'alt. Fulles retorçades a la base i disposades amb el pla del limbe vertical orientat aproximadament a la direcció Nord-Sud (és una planta brúixola que va bé per a orientar-se). La tija és amb espines. Els aquenis són pàl·lids de color de palla verdós. Quan es talla, com la resta de les espècies del seu gènere, allibera un làtex. Floreix de juny a agost.

## Mitologia
El déu dels antics egipcis Min s'associa amb aquesta espècie d'enciam silvestre. Se n'han trobat restes de llavors del segle VII aC dedicats a la deessa Hera a Samos. Aquesta espècie es troba descrita en l'obra de Teofrast. En la mitologia grega es diu que Afrodita va deixar Adonis en un llit de Lactuca, associant aquest aliment amb la mort.

## Ús
És comestible en amanida però és força amargant. Les fulles joves es mengen crues o cuites. D'altra banda s'ha fet servir per les seves propietats somníferes i d'altres propietats li eren atribuïdes pels antics grecs (contra úlceres als ulls, diurètica i contra el desig sexual, segons els pitagòrics). Els amerindis navajos l'usaven ritualment per a vomitar. A Creta les fulles i brots tendres d'una anomenada maroula (μαρούλα) o agriomaroulo (αγριομάρουλο) es mengen bullits.

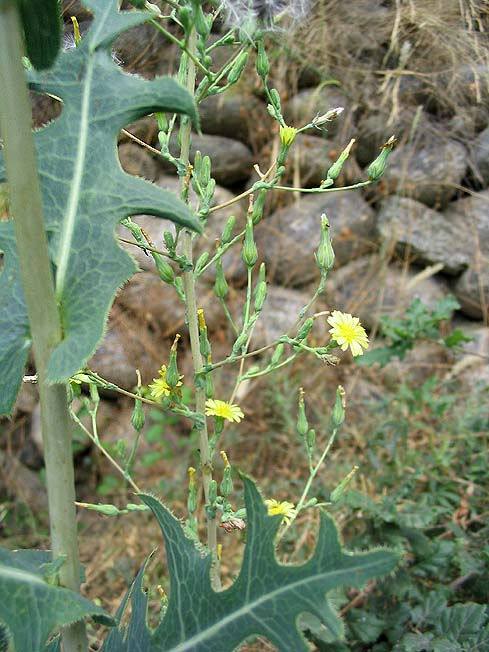
Fulles
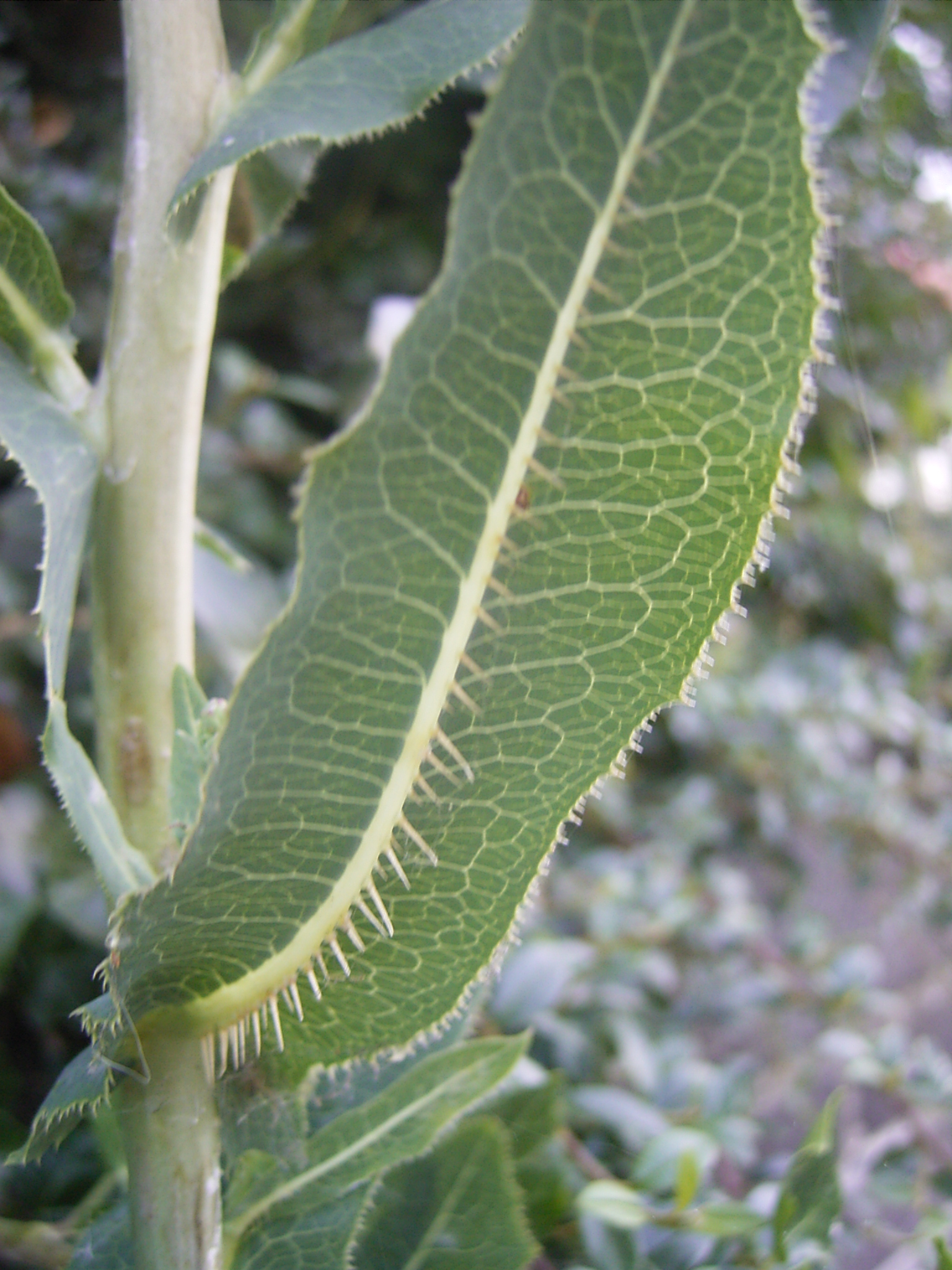
Espinetes de les fulles